# (811) Nauheima
(811) Nauheima est un astéroïde de la ceinture principale découvert le 8 septembre 1915 par l'astronome allemand Max Wolf.
Sa désignation provisoire était 1915 XR. Il fut nommé en honneur de la ville allemande de Bad Nauheim.